# Villa am Bernsteinsee

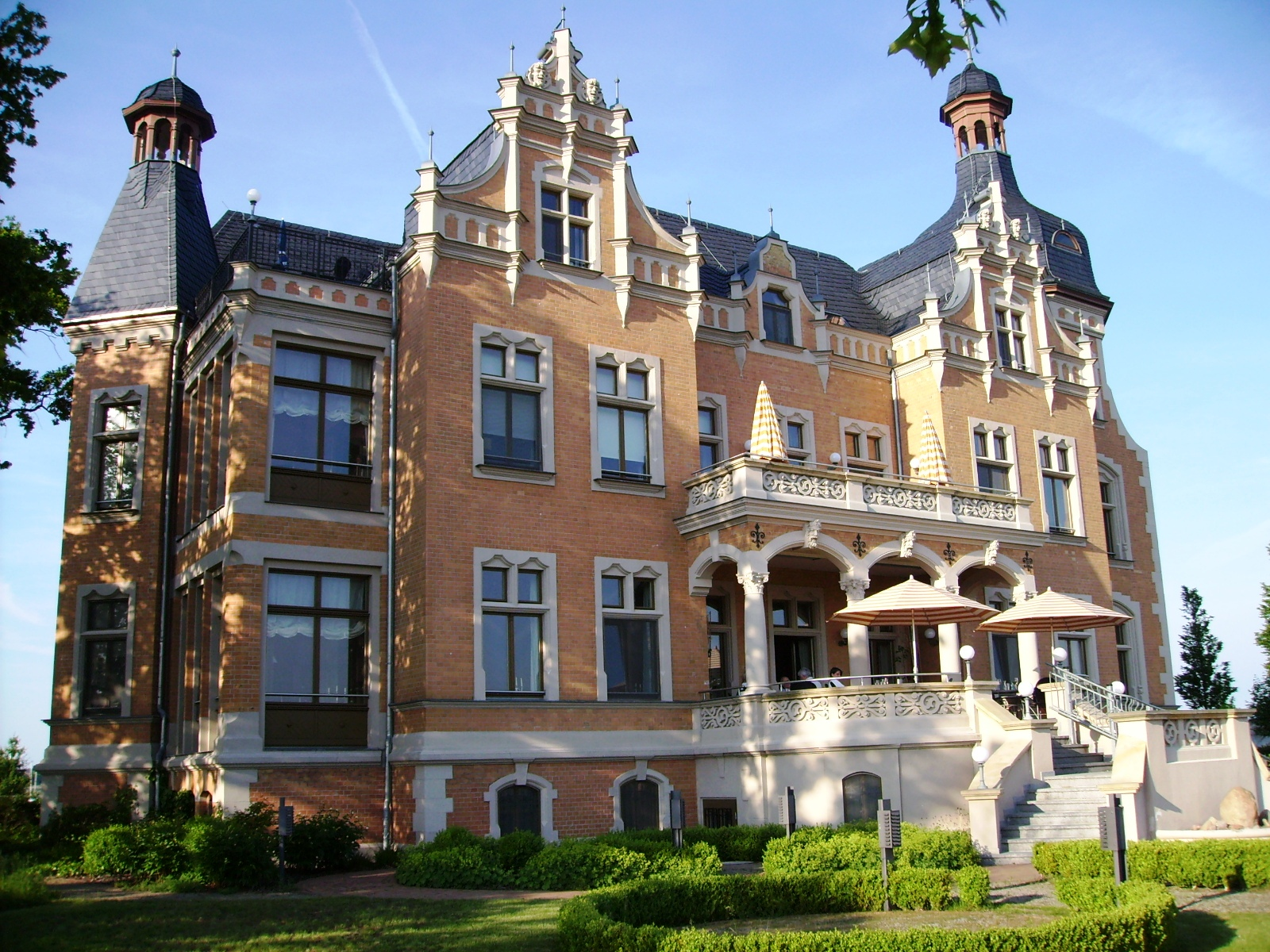
Villa am Bernsteinsee

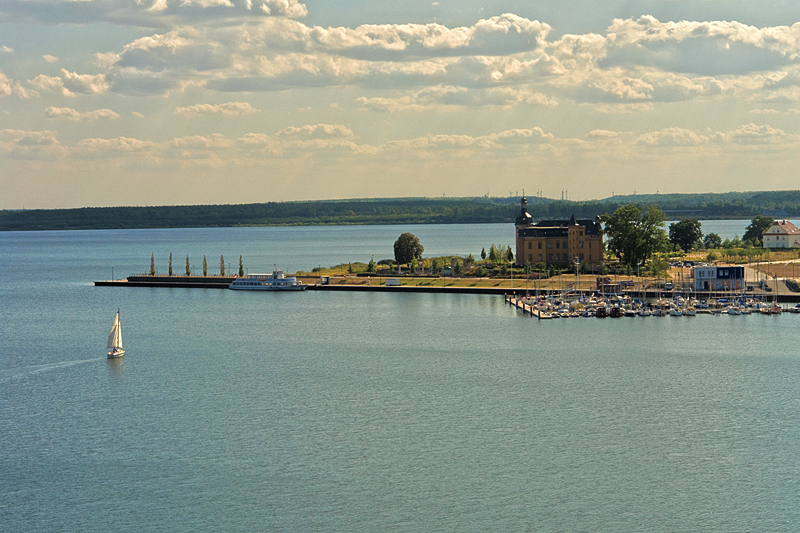
Blick auf Villa und Bernsteinsee

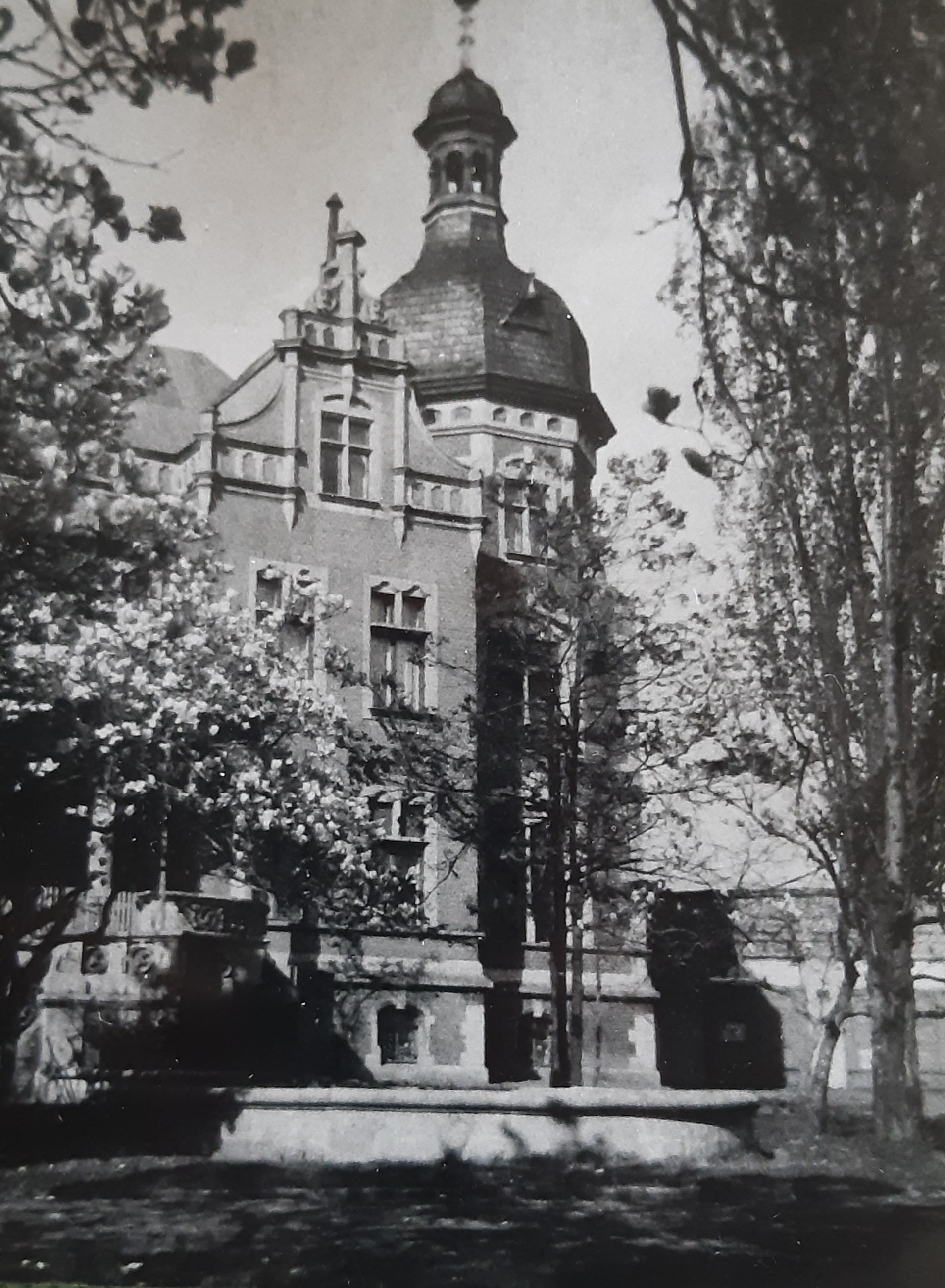
Biermannsche Villa ca. 1940

Die Villa am Bernsteinsee, auch Biermannsche Villa genannt, ist ein 1896 erbautes großbürgerliches Wohnhaus in der Nähe von Bitterfeld am Bernsteinsee, Mühlenboulevard 4 (ehem. Berliner Straße 12). Die ehemalige Fabrikantenvilla gehört heute der Kreissparkasse Anhalt-Bitterfeld, steht unter Denkmalschutz und wird als Hotel und Restaurant genutzt.

## Lage
Das Gebäude liegt in der Kulturlandschaft Goitzsche an der Spitze des in den Großen See hineinragenden Südostzipfels des Gebietes Große Mühle.

## Baustil
Die Villa ist ein Gebäude aus der Epoche des Historismus und wird überwiegend vom Baustil der Neorenaissance geprägt. Es finden sich aber auch Gestaltungselemente der Neugotik. Die Innenwände wurden teilweise mit einem Obstfries im Jugendstil geschmückt.

## Nutzungsgeschichte
Das Haus wurde für den Jeßnitzer Fabrikanten Biermann errichtet. Während des Zweiten Weltkriegs wurde das Gebäude von der Familie  des Direktors der neben der Villa gelegenen Papierfabrik Heinz Holtzhausen zu Wohnzwecken genutzt. In der Zeit der DDR wurde das Gebäude Volkseigentum. Es diente als Wohnhaus für bis zu zehn Familien. Nach 1990 wurde die  Papierfabrik geschlossen. Das Gebäude stand dann für längere Zeit leer. Es verfiel und wurde durch Vandalismus und zwei Brände stark beschädigt.

## Sanierung
Trotz der Braunkohleförderung in unmittelbarer Nähe wurde das Gebäude baulich nicht verändert. Im Zuge der Renaturierung der Tagebaurestlöcher wurde das ursprüngliche Flussbett wieder geflutet und eine Seenlandschaft entstand. Die Villa steht direkt am Ufer. 1999 erwarb die Kreissparkasse Anhalt-Bitterfeld das Gebäude und ließ ab 2004 umfangreiche Sanierungsmaßnahmen durchführen, die Kosten beliefen sich auf rund zwei Millionen Euro. Am 30. April 2005 wurde die Villa mit einem Familientag erstmals der Öffentlichkeit präsentiert.